# Daniel Sáez (motociclista)
Daniel Sáez Tomás (Almoradí, 10 giugno 1985) è un pilota motociclistico spagnolo.

## Carriera
La sua carriera nel motociclismo si è svolta soprattutto nelle competizioni nazionali spagnole con alcune presenze, ottenute grazie a wild card, anche nel motomondiale.
Le prime presenze risalgono al motomondiale 2005, nella classe 125 ed alla guida di una Aprilia; ha disputato quattro gran premi ottenendo quale miglior risultato un 24º posto nell'unica occasione in cui ha tagliato il traguardo. Nelle tre stagioni successive, sempre senza cambiare né classe, né motocicletta, ha disputato altri 7 gran premi, tutti corsi in Spagna ma in nessuna delle sue presenze ha totalizzato punti validi per la classifica mondiale.
Nel biennio 2017-2018 gareggia nel CEV Moto2 con motociclette in configurazione Stock600 andando a punti in entrambe le classifiche. Nel 2021 è vice-campione nazionale nella categotia SBK Open 1000.

## Risultati nel motomondiale
| 2005 | Classe | Moto    |     |  |  |  |  |    |  |    |  |  |  |  |  |  |  |     |     |  | Punti | Pos. |
| ---- | ------ | ------- | --- |  |  |  |  | -- |  | -- |  |  |  |  |  |  |  | --- | --- |  | ----- | ---- |
| 2005 | 125    | Aprilia | Rit |  |  |  |  | 24 |  | NE |  |  |  |  |  |  |  | Rit | Rit |  | 0     |      |

| 2006 | Classe | Moto    |    |  |  |  |  |  |  |  |  |  |    |  |  |  |  |  |    |  | Punti | Pos. |
| ---- | ------ | ------- | -- |  |  |  |  |  |  |  |  |  | -- |  |  |  |  |  | -- |  | ----- | ---- |
| 2006 | 125    | Aprilia | 32 |  |  |  |  |  |  |  |  |  | NE |  |  |  |  |  | 36 |  | 0     |      |

| 2007 | Classe | Moto    |  |    |  |  |  |  |  |  |  |  |    |  |  |  |  |  |  |    | Punti | Pos. |
| ---- | ------ | ------- |  | -- |  |  |  |  |  |  |  |  | -- |  |  |  |  |  |  | -- | ----- | ---- |
| 2007 | 125    | Aprilia |  | 24 |  |  |  |  |  |  |  |  | NE |  |  |  |  |  |  | 26 | 0     |      |

| 2008 | Classe | Moto    |  |    |  |  |  |  |    |  |  |  |    |  |  |  |  |  |  |    | Punti | Pos. |
| ---- | ------ | ------- |  | -- |  |  |  |  | -- |  |  |  | -- |  |  |  |  |  |  | -- | ----- | ---- |
| 2008 | 125    | Aprilia |  | 23 |  |  |  |  | 27 |  |  |  | NE |  |  |  |  |  |  | 24 | 0     |      |

| Legenda | 1º posto        | 2º posto            | 3º posto            | A punti      | Senza punti        | Grassetto – Pole position Corsivo – Giro più veloce |
| Legenda | Gara non valida | Non qual./Non part. | Ritirato/Non class. | Squalificato | '-' Dato non disp. | Grassetto – Pole position Corsivo – Giro più veloce |